# Mentos

Logo von Mentos

Mentos ist eine Kaubonbon-Marke, die die Brüder Michael und Pierre van Melle im Jahr 1932 ursprünglich für ein Pfefferminz-Karamell-Bonbon erdachten. Von den 1950er-Jahren an produzierte das Unternehmen Van Melle Mentos in Rotterdam, Niederlande. Ab den 1960er-Jahren wurde Mentos in der bis heute bestehenden Rollenform verkauft. Gegenwärtig gehört die Marke seit der Fusion von Van Melle und Perfetti im Jahr 2001 zum Süßwarenkonzern Perfetti Van Melle. In über 100 Ländern werden jährlich über 2 Milliarden Rollen verkauft.
Die Kaubonbons sind rundlich geformt und bestehen aus einer leicht harten Außenseite und einer weichen, zähen Innenseite.
Typischerweise werden sie in einer 1,9 cm breiten sowie 9,5 cm hohen Rolle mit je 14 Dragees verkauft. Das Gewicht beträgt dann normalerweise 37,5 g.
In Deutschland wird Mentos von der CFP Brands Süßwarenhandels GmbH & Co. KG mit Sitz in Bonn vertrieben. CFP Brands ist ein Gemeinschaftsunternehmen von Perfetti Van Melle und Lofthouse of Fleetwood (Fisherman’s Friend).
In Österreich erfolgt der Vertrieb exklusiv durch Ed. Haas Austria.

## Sorten
Mentos wird in verschiedenen Geschmacksrichtungen verkauft. Dazu zählen weltweit Minze, Orange, Erdbeere und Zitrone. Allerdings erschien sie zuerst als süße Lakritz, die heute noch in den Niederlanden verkauft werden.
Neue Geschmacksrichtungen werden zuerst in Europa getestet und bei Erfolg anschließend weltweit vermarktet.
Andere Geschmacksrichtungen, die nicht weltweit verkauft werden, sind u. a. grüner Apfel, Zimt, Fruchtmischung, Traube, Wintergrün, Rosine, Pampelmuse, Pflaume, Joghurt, Ananas, roter Apfel, wilde Früchte Mix, Melone, Cola und Johannisbeere. In den Niederlanden werden auch Mentos Strong, Mango Orange und Air Action Mentos verkauft. 1989 wurde auch der Geschmack Schokolade vertrieben, der allerdings im selben Jahr wieder eingestellt wurde. Auf den Philippinen wird die Sorte Dalandan Fresh vertrieben, in den USA gibt es auch Mentos Sours in den Sorten Apfel, Wassermelone und Zitrone. In Deutschland wurden Energy Mentos verkauft, bei denen eine Rolle etwa zwei Tassen Kaffee entspricht. Fresh Cola verkauft sich in Neuseeland, Australien, Deutschland, Portugal, Spanien und Großbritannien.
Der Kaugummi Mentos Chewing Gum wird seit 2005 in diversen Geschmacksrichtungen und Verpackungsformen in Europa und darüber hinaus inzwischen auch in Australien, China, Kanada, Brasilien, Türkei, auf den Philippinen und in den Vereinigten Staaten verkauft. In Deutschland sind Mentos-Kaugummis seit 2007 im Handel.
Seit August 2005 gibt es in den Niederlanden zuckerfreie Mentos in den Versionen Minze, Lakritze und Früchte.
Spezielle Versionen wie etwa die Mini Mentos und Mentos KIDZ wurden auch in den Niederlanden verkauft. In ganz Lateinamerika ist auch die Version Mentos Teens vorhanden.

## Mentos und Cola

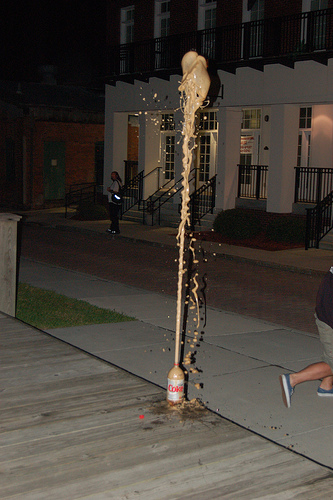
Reaktion von Mentos mit Cola Light

Gibt man Mentos in eine Flasche mit einer kohlensäurehaltigen Flüssigkeit, so spritzt eine Fontäne der Flüssigkeit aus der Flasche. Dieses rein physikalische Phänomen ist der mikroskopisch rauen Oberfläche des Bonbons geschuldet. Dort kann sich das in der Cola gelöste Kohlenstoffdioxid (CO2) anlagern, zu größeren Blasen sammeln, aufsteigen und dabei noch mehr CO2 freisetzen. Durch die rasche Geschwindigkeit, mit der dies abläuft, wird Flüssigkeit zum dünnen Flaschenhals mitgerissen.